# كاتدرائية القديسة تريزا في بريشتينا
كاتدرائية القديسة الأم تيريزا في بريشتينا ((بالألبانية: Katedralja e së Shën Nënë Tereza në Prishtinë)‏، (بالصربية: Katedrala Majke Tereze u Prištini)‏) هي كاتدرائية كاثوليكية رومانية تم بناؤها في بريشتينا عاصمة كوسوفو. سُميت الكاتدرائية بهذا الاسم نسبة إلى الراهبة الألبانية الأم تريزا.